# Giuseppe Prinzi
Giuseppe Prinzi (1825 – 1895) byl italský sochař sicilského původu, který studoval v Římě. Jeho sochy se nacházejí v mnoha městech v Itálii, včetně Říma, Neapole a Messiny – jeho rodného města, kde například stojí alegorická socha představující město Messinu (1852).